# Mỏ dầu

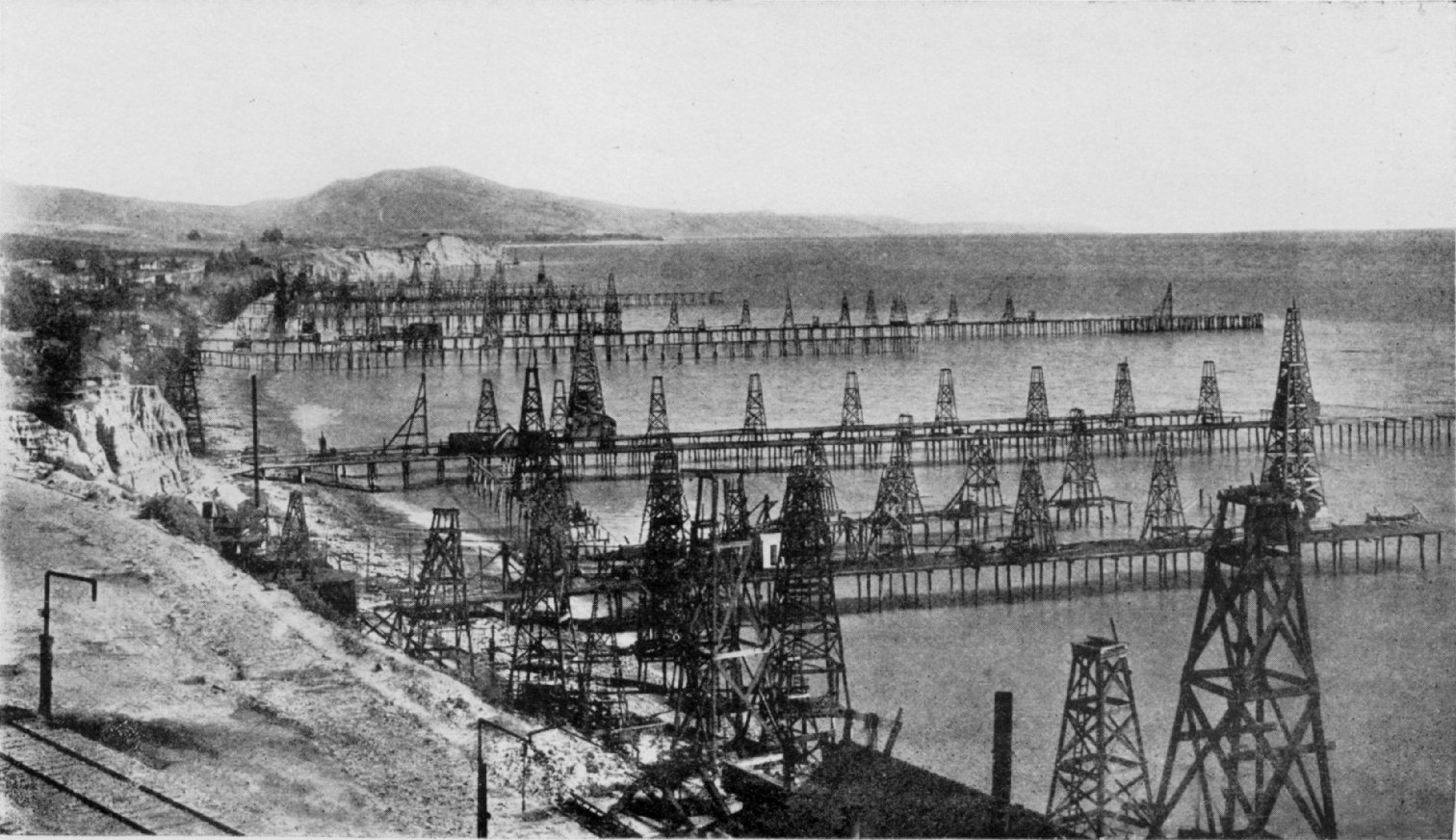
Một mỏ dầu

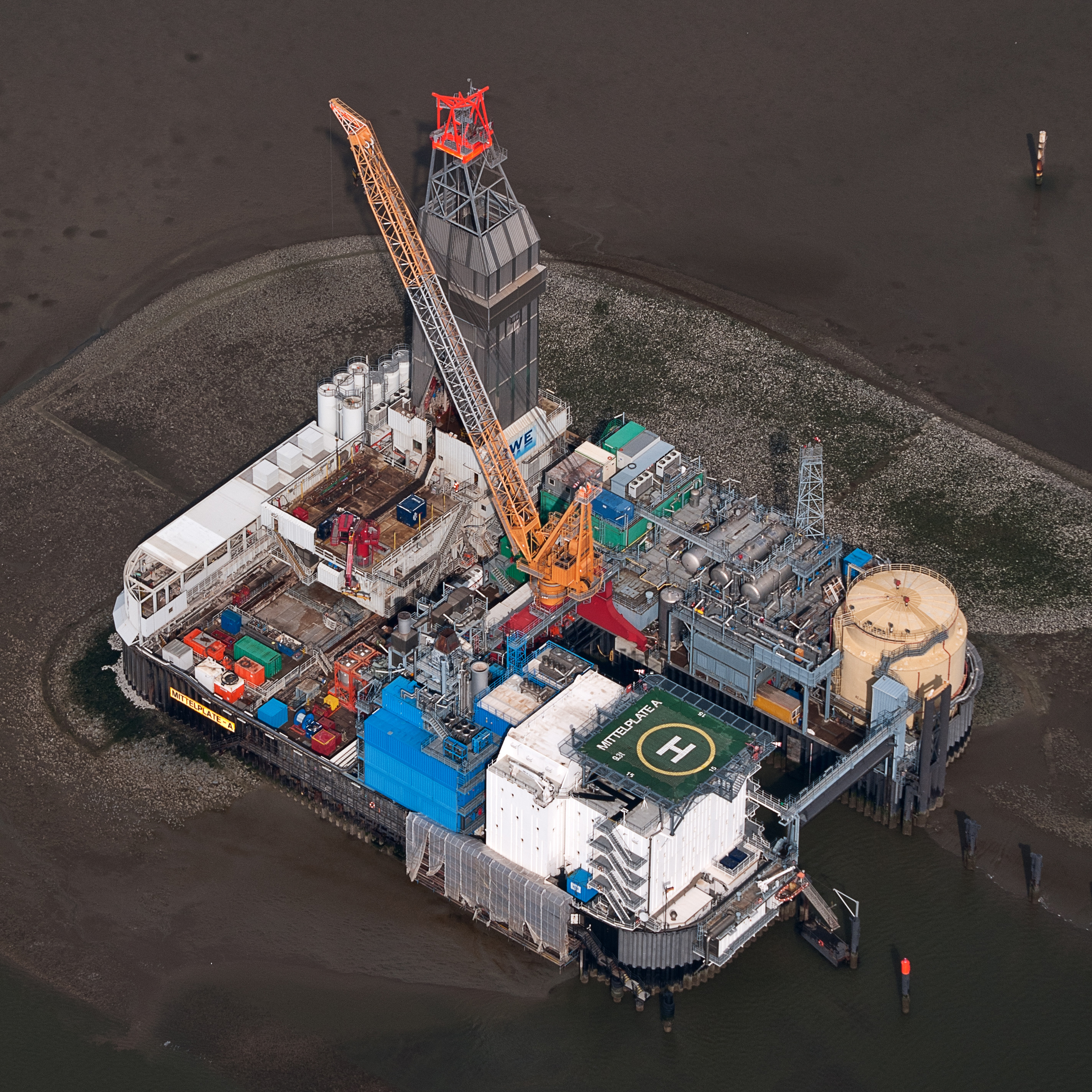

Mỏ dầu hay vựa dầu là một khu vực với sự tập trung của các giếng dầu mỏ tập trung khai thác chiết xuất xăng dầu (dầu thô) từ dưới mặt đất. Là nơi chứa nhiều dầu thô dưới mặt đất. Do các hồ chứa dầu thường kéo dài trên một diện rộng, có thể trên vài trăm cây số cho nên việc khai thác đầy đủ đòi hỏi nhiều giếng nằm rải rác trong khu vực.
Một mỏ dầu có thể xuất hiện từ thời kỳ văn minh xa xưa. Có hơn 40.000 mỏ dầu nằm rải rác trên khắp thế giới, trên đất liền và ngoài khơi. Lớn nhất là các mỏ dầu ở vịnh Ghawar ở Ả rập Xê út và vịnh Burgan ở Kuwait, với trữ lược ước tính hơn 60 tỷ thùng (9,5 × 109 m3). Theo Bộ Năng lượng Mỹ (Energy Information Administration) vào năm 2003 tại Mỹ đã có hơn 30.000 giếng dầu. Trong thời đại hiện đại, vị trí của các mỏ dầu với trữ lượng dầu mỏ lớn là một trong những nguyên nhân sâu xa của các cuộc xung đột chính trị và chiến tranh. Ở một số nơi, các giếng dầu cũng được sử dụng để chỉ toàn bộ ngành công nghiệp dầu khí tuy nhiên đây chỉ là cách ví von.